# 德米特里·斯维晓夫
德米特里·亚历山德罗维奇·斯维晓夫（羅馬化：Dmitriy Aleksandrovich Svishchyov；1969年5月22日—）是俄罗斯政治人物，第五、六、七、八届国家杜马代表。他以一名商人和体育管理者的身份声名鹊起。
斯维晓夫通过担任国家杜马体育文化、体育和青年事务委员会的成员以及俄罗斯冰壶联合会主席，继续参与国内和国际体育运动。
2022年3月24日，美国财政部因2022年俄乌战争而对斯维晓夫实施制裁。